# Gestió d'aplicacions mòbils
Administració d'aplicació mòbil (MAM) descriu el programari i els serveis responsables per provisioning i controlant accés a internament mòbil desenvolupat i comercialment disponible apps va utilitzar en enquadraments empresarials en ambdues empresa-proporcionat i “portar el vostre propi” smartphones i ordinadors de pastilla.
Administració d'aplicació mòbil proporciona controls granulars al nivell d'aplicació que habilita administradors per dirigir i segur app dada. MAM difereix d'administració de dispositiu mòbil (MDM), el qual enfoca damunt controlant el dispositiu sencer i requereix que usuaris enroll el seu dispositiu i instal·lar un agent de servei.
Mentre alguna administració de mobilitat de l'empresa (EMM) les suites inclouen una funció de MAM, les seves capacitats poden ser limitades en comparació per estar-solucions de MAM sol perquè suites d'EMM requereixen un perfil d'administració del dispositiu per tal d'habilitar app capacitats d'administració.

## Història
Empresa administració d'aplicació mòbil ha estat conduïda per l'adopció estesa i ús d'aplicacions mòbils en enquadraments empresarials. Dins 2010 Dada Internacional l'empresa va informar que smartphone ús en el workplace doblarà entre 2009 i 2014.
El “portar el vostre dispositiu propi” (BYOD) el fenomen és un factor darrere d'administració d'aplicació mòbil, amb PC personal, smartphone i ús de pastilla en enquadraments empresarials (vs. Empresarial-va posseir dispositius) augmentant de 31 per cent dins 2010 a 41 per cent dins 2011. Quan un empleat porta un dispositiu personal a un enquadrament d'empresa, administració d'aplicació mòbil habilita el corporatiu L'el personal a descàrrega va requerir aplicacions, accés de control a dada empresarial, i treure localment cached dada empresarial del dispositiu si és perdut, o quan el seu propietari ja no feines amb l'empresa.
Ús de dispositius mòbils en el workplace també està sent conduït des de sobre. Segons Forrester Recerca, els negocis ara veuen mòbils com una oportunitat de conduir innovació a través d'una gamma ampla de processos empresarials. Forrester Va emetre una previsió dins agost 2011 pronosticant que el “mercat de serveis d'administració mòbil” assoliria 6.6$ bilions per 2015 – un 69 augment de percentatge sobre una previsió anterior va emetre sis mesos més d'hora.
Citant el plethora de dispositius mòbils en l'empresa – i una demanda de créixer per mòbil apps d'empleats, línia-de-decisió empresarial-fabricants, i clients – els estats d'informe que les organitzacions estan ampliant la seva “estratègia de mobilitat” allèn administració de dispositiu mòbil a “dirigir un número de créixer d'aplicacions mòbils.”

## App Embolcall
App L'embolcall era inicialment un mètode afavorit d'aplicar política a aplicacions mentre part de solucions d'administració d'aplicació mòbils.
App L'embolcall instal·la una biblioteca dinàmica i afegeix a un existint binari que controls aspectes segurs d'una aplicació. Per cas, a startup, pots canviar un app de manera que requereix authentication utilitzant un local passkey. O podries interceptar una comunicació de manera que sigui forçat per utilitzar la xarxa privada virtual de la vostra empresa (VPN) o impedir aquella comunicació d'assolir una aplicació particular que aguanta dada sensible.
Cada cop més, l'agrada d'Apple i Samsung està vencent l'assumpte de app embolcall. De banda del fet que app l'embolcall és una zona grisa legal, i no pot conèixer els seus objectius reals, no és possible d'adaptar el sistema operatiu sencer per tractar nombrós va embolicar apps. En general, va embolicar apps disponible en el app botigues haver-hi també no provat per ser exitós a causa de la seva incapacitat per actuar sense MDM.

## Característiques de sistema
Un final-a-solució de MAM del final proporciona l'habilitat a: control el provisioning, actualitzant i extracció d'aplicacions mòbils via una empresa app botiga, actuació d'aplicació del monitor i ús, i remotely eixuga dada de va dirigir aplicacions. Característiques de nucli de sistemes d'administració d'aplicació mòbils inclouen: